# Bailly (Yvelines)
Bailly – miejscowość i gmina we Francji, w regionie Île-de-France, w departamencie Yvelines.
Według danych na rok 1990 gminę zamieszkiwało 4145 osób, a gęstość zaludnienia wynosiła 635 osób/km² (wśród 1287 gmin regionu Île-de-France Bailly plasuje się na 360. miejscu pod względem liczby ludności, natomiast pod względem powierzchni na miejscu 579.).